# Бранимир Третињак
 Бранимир Бранkо Третињак (1907 — 1989) био је спортски радник, југословенски мачевалачки репрезентативац који се такмичио у борбама у сва 3 оружја:сабља, мач и флорет, међународни судија у мачевању.

## Спортска биографија
После Милана Нералића био је најбољи југословенски мачевалац у времену од 1925—1955. Учествовао је на свим првенствима Југославије а такмичио се у сва три оружја.
1935. 1. флорет, 2. сабља, 3. мач
1938. 1. флорет, 2. сабља, 3. мач
1948: 1. сабља, 1. мач, 2. флорет
1949. 1. мач
1950. 1. флорет и 1. мач
1952. 1. сабља
Заједно са братом Крешимиром учествовао је на Летњим олимпијским играма 1936. у Берлину. Такмичио се само у екипној конкуренцији у дисциплини флорет. Екипу су поред њега чинили: Едо Марион, Мирко Коршич, Маријан Пенгов, Александар Николић и Владимир Мажуранић. Испали су у четвртфиналу изгубивши од Мађарске 14 : 2.

### Резултати на ЛОИ 1936.
У првом колу Југославија је била слободна, у другом је победила Бразила са 9 : 7, а у трећем изгубила од Мађарске. Трретињак је играо у оба мече.
Мечеви Б. Третињака против Бразила у 2. колу
| Противник            | Резултат |
| -------------------- | -------- |
| Енио де Оливеира     | 4 : 5    |
| Фердинандо Алесандри | 5 : 2    |
|                      | 5 : 1    |
| Рикардо Вагноти      | 5 : 2    |

На табели групе 2 екипа Југославије је заузела 2. место и пласирала се у четвртфинале.
Мечеви Б. Третињака против Мађарске у четвртфиналу
| Противник      | Резултат |
| -------------- | -------- |
| Аладар Геревич | 3 : 5    |
| Антал Зирци    | 0 : 5    |
| Јужеф Хатсеги  | 0 : 5    |
| Ото Хатсеги    | 0 : 5    |